# Angle de perte
L'angle de perte (δ) est une mesure liée à la supra-haute fréquence.

## Définition
La constante diélectrique complexe d'un diélectrique s'écrit ε* = ε'-iε". L'angle de perte δ d'un bon diélectrique, donc un matériau à conductivité électrique nulle, est alors défini par tan(δ) = ε"/ε'. L'angle de perte est une grandeur usuellement référencée dans les tables concernant les matériaux diélectriques pour hyperfréquences. Pour un bon diélectrique, δ est faible et tan(δ) ≈ δ. Pour un mauvais diélectrique ayant une conductivité électrique σ non nulle, l'angle de perte à la pulsation ω est donné par tan(δ) = (ωε"+σ)/ωε'.
Le coefficient d'absorption du champ électrique dans un bon diélectrique est alors α = ωnδ/(2c) où n2 = ε' et où c est la vitesse de la lumière dans le vide. L'épaisseur de peau est l'épaisseur au bout de laquelle le champ électrique est multiplié par e−1, et pour un diélectrique, elle est alors donnée par α−1 = 2c/(ωnδ).
Remarques :
- la fâcheuse mais très usuelle habitude d'appeler simultanément δ l'« épaisseur de peau » peut aboutir à de graves confusions entre l'angle de perte et l'épaisseur de peau ;
- l'expression du coefficient d'absorption d'un métal est complètement différente et dépend essentiellement de sa conductivité électrique qui, par opposition à celle d'un diélectrique, est très élevée.

## En électricité, mécanique, astronomie,etc.
- Angle de phase